# Maják Ninaküla
Maják Ninaküla (estonsky Ninaküla tuletorn) je jezerní maják, který stojí ve vesnici Nina v obci Alatskivi, na západní straně Čudského jezera, v kraji Tartumaa v Estonsku. Je ve správě Estonského úřadu námořní dopravy (Veeteede Amet, EVA), kde je veden pod registračním číslem P-12.

## Historie
Maják byl postaven v roce 1938 před pravoslavným chrámem Bohorodice Ochránkyně. 

## Popis
Maják je bílá betonová válcová věž vysoká 11,2 metrů s ochozem a lucernou. Střecha je černá. Maják je v provozu od dubna do listopadu v noci (za tmy).

### Data
| Barva                      | bílá     | Zdroj             |
| Výška světla (m n. m.)     | 14,4     | [ 1 ] [ 3 ] [ 2 ] |
| Charakteristika 0,8+3,2=4s |          | [ 1 ] [ 3 ] [ 2 ] |
| Azimut                     | 10°–123° | [ 1 ] [ 3 ] [ 2 ] |
| Výseč                      | 247°     | [ 1 ] [ 3 ] [ 2 ] |
| Dosvit [nm]                | 10       | [ 1 ] [ 3 ] [ 2 ] |

označení: 
- ARLHS: EST-037
- EVA: P12